# Szymany (gmina Grajewo)
Szymany – wieś w Polsce położona w województwie podlaskim, w powiecie grajewskim, w gminie Grajewo. Leży nad rzeką Ełk.
W latach 1975–1998 miejscowość należała administracyjnie do województwa łomżyńskiego.
Wierni kościoła rzymskokatolickiego należą do parafii Matki Bożej Nieustającej Pomocy w Grajewie.

## Historia wsi
„W miejscu zwanym Góra nad Łkiem, gdzie można było przeprawić się na druga stronę rzeki, Szymanowie założyli
na 40 włókach wieś zwaną najpierw Góra, a następnie Szymany-Góra Łek. Jeden z nich, wzmiankowany w 1525 r.
Stanisław Chełpa przeniósł się z powrotem do ziemi wiskiej, gdzie osiadł we wsi Chełpy-Kacprowo. W 1536 r. 
wzmiankowany jest Abraham Szymon z Góry, w 1574-1550 – dziewięciu z tej Góry, a w 1567 r. na popis stanęło
16 szlachty z Szyman, w tym synowie Abrahama, Marcina, Andrzeja, Wojciecha, Jakuba, Augustyna, Hieronima
i Chełpikowie, a więc już w pierwszej połowie XVI w. w Szymanach mieszkało około 8 rodzin. Powstała zatem
ta wieś jeszcze w XV w.”
„W 1569 r. przysięgę złożyło 15 szlachty z Szyman. W 1676 r. na 9 do Szymanowskich należały 3, a w 1790 r.
na 15 części – 10 do Szymanowskich, mających przeważnie po jednym dymie (najzamożniejszy Andrzej miał 4 dymy)."
„ Z innych rodzin wcześnie osiadłych [w Szymanach] należy wymienić Skarżyńskich (są już w XVII w.), Jankowskich, Sulewskich i Łubów w XVIII w." źródło: Studia i materiały do dziejów powiatu grajewskiego. Pod red. M. Gnatowskiego i H. Majeckiego. Warszawa 1975
„ Właściciele ziemscy [w Szymanach] (proprietaires fonciers): Jankowski Ant. (91) – Modzelewski Marceli (1765) –Stypułkowski Adam (76) – Stypułkowski Franc. (90) – Szymanowski Bron. (90).” źródło: Książka Adresowa Polski 1929